# Receptor

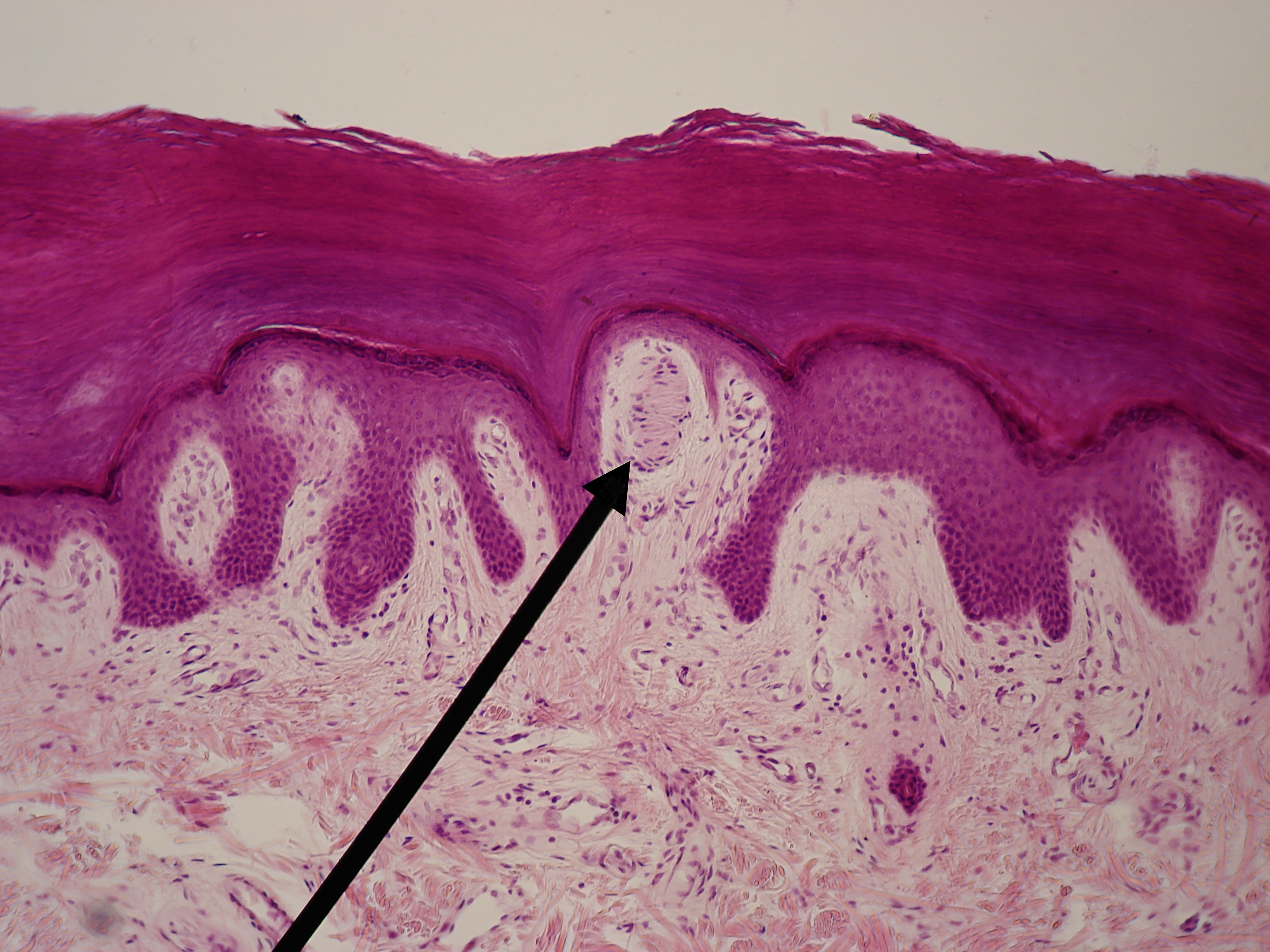
Ciałko Meissnera – przykład mechanoreceptora

Receptory – wyspecjalizowane komórki (lub grupy komórek) odbierające informacje ze środowiska zewnętrznego oraz wewnętrznego, a następnie przekazujące je za pośrednictwem układu nerwowego do odpowiednich ośrodków w celu umożliwienia organizmowi dostosowania się do zachodzących zmian oraz reagowania na nie. Przekształcają one różne rodzaje energii (np. świetlną, mechaniczną) na impulsy nerwowe, przy czym prawie każdy receptor reaguje wyłącznie na jeden rodzaj bodźca, w dodatku zwykle w ograniczonym zakresie (np. ludzkie oko reaguje na światło widzialne).
Wraz z różnymi strukturami towarzyszącymi (np. mięśnie) receptory tworzą narządy zmysłów.

## Klasyfikacja receptorów
Istnieje kilka klasyfikacji receptorów uwzględniających różne czynniki. Jednym z najczęstszych kryteriów jest rodzaj odbieranego bodźca (energii), według którego receptory dzielą się na:
- chemoreceptory – odbierają bodźce chemiczne (np. kubki smakowe, receptory węchowe)[1]
- fotoreceptory – odbierają bodźce świetlne (np. czopki, pręciki)[1]
- mechanoreceptory – odbierają bodźce mechaniczne, w tym dotyk (np. ciałka Meissnera, ciałka blaszkowate) lub drgania powietrza, czyli dźwięk (np. narząd Cortiego)[1]
- termoreceptory – odbierają bodźce termiczne[2] (np. ciałka Krausego, ciałka Ruffiniego)[1].

Inna, również powszechnie stosowana, klasyfikacja receptorów dzieli je ze względu na źródło bodźca, który odbierają. Zgodnie z nią wyróżnia się:
- eksteroreceptory – odbierają bodźce ze środowiska zewnętrznego[1], dzielą się na dwie grupy:
  - kontaktoreceptory – odbierają bodźce z powierzchni ciała[1], na przykład:
    - receptory dotyku (np. ciałka Meissnera)[1]
    - termoreceptory – odbierają informacje o różnicy temperatur między skórą a otoczeniem (np. ciałka Krausego, ciałka Ruffiniego)[1]
    - nocyreceptory (receptory bólu)[1][2] – odbierają wszystkie rodzaje bodźców[2]
    - receptory smaku[1]

  - telereceptory – odbierają bodźce znajdujące się w odległości od organizmu (np. wzrok, słuch, węch)[1]
- interoreceptory (receptory trzewne) – odbierają bodźce dochodzące z wnętrza organizmu[1] i dzielą się na:
  - proprioreceptory – odbierają bodźce informujące o ruchu, pozycji i równowadze organizmu płynące z układu ruchu[1][2] (np. błędnik, ciałka buławkowate, ciałka blaszkowate)[1]
  - wisceroreceptory – odbierają bodźce mechaniczne lub chemiczne z różnych narządów wewnętrznych (np. żołądka, jelit)[2]
  - angioreceptory – odbierają bodźce mechaniczne (np. baroreceptory w ścianach naczyń krwionośnych) lub chemiczne (np. receptory stężenia dwutlenku węgla w kłębku aorty) płynące z układu krążenia[1][2].

Jeszcze jeden rodzaj klasyfikacji receptorów dzieli je ze względu na cechy bodźca, to znaczy:
- receptory stale przekazujące informacje o niezmienności danego bodźca (np. temperatury)
- receptory reagujące wyłącznie na zmiany lokalizacji lub intensywności bodźca.